# ヴァルフォルナーチェ
ヴァルフォルナーチェ（伊: Valfornace）は、イタリア共和国マルケ州マチェラータ県にある、人口約900人の基礎自治体（コムーネ）。
コムーネ統廃合 (it:Fusione di comuni italiani) により、フィオルディモンテとピエヴェボヴィリアーナが合併して2017年1月1日に発足した。

## 地理

### 位置・広がり

#### 隣接コムーネ
隣接するコムーネは以下の通り。
- カルダローラ
- カメリーノ
- チェッサパロンボ
- フィアストラ
- ムッチャ
- ピエーヴェ・トリーナ
- ヴィッソ

### 気候分類・地震分類
ヴァルフォルナーチェにおけるイタリアの地震リスク階級 (it) は、zona 2 (sismicità media) に分類される。

## 行政

### 分離集落
ヴァルフォルナーチェには、以下の分離集落（フラツィオーネ）がある。
- Alfi, Arciano, Campi, Colle San Benedetto, Cupa, Fiano, Frontillo, Isola, Marzoli, Nemi, Petrignano, Quartignano, Roccamaia, San Giusto, Taro, Valle e Castello, Vico di Sopra, Vico di Sotto, Villanova di Sopra, Villanova di Sotto